# Zehnderia microgyna
Espèce
Statut de conservation UICN

 CR B1ab(ii,iii)+2ab(ii,iii) : 
En danger critique
Zehnderia microgyna C.Cusset est une espèce de plantes à fleurs de la famille des Podostemaceae et du genre Zehnderia, endémique du Cameroun.

## Description
C'est une petite herbe dont la tige atteint 3 cm de longueur.

## Distribution

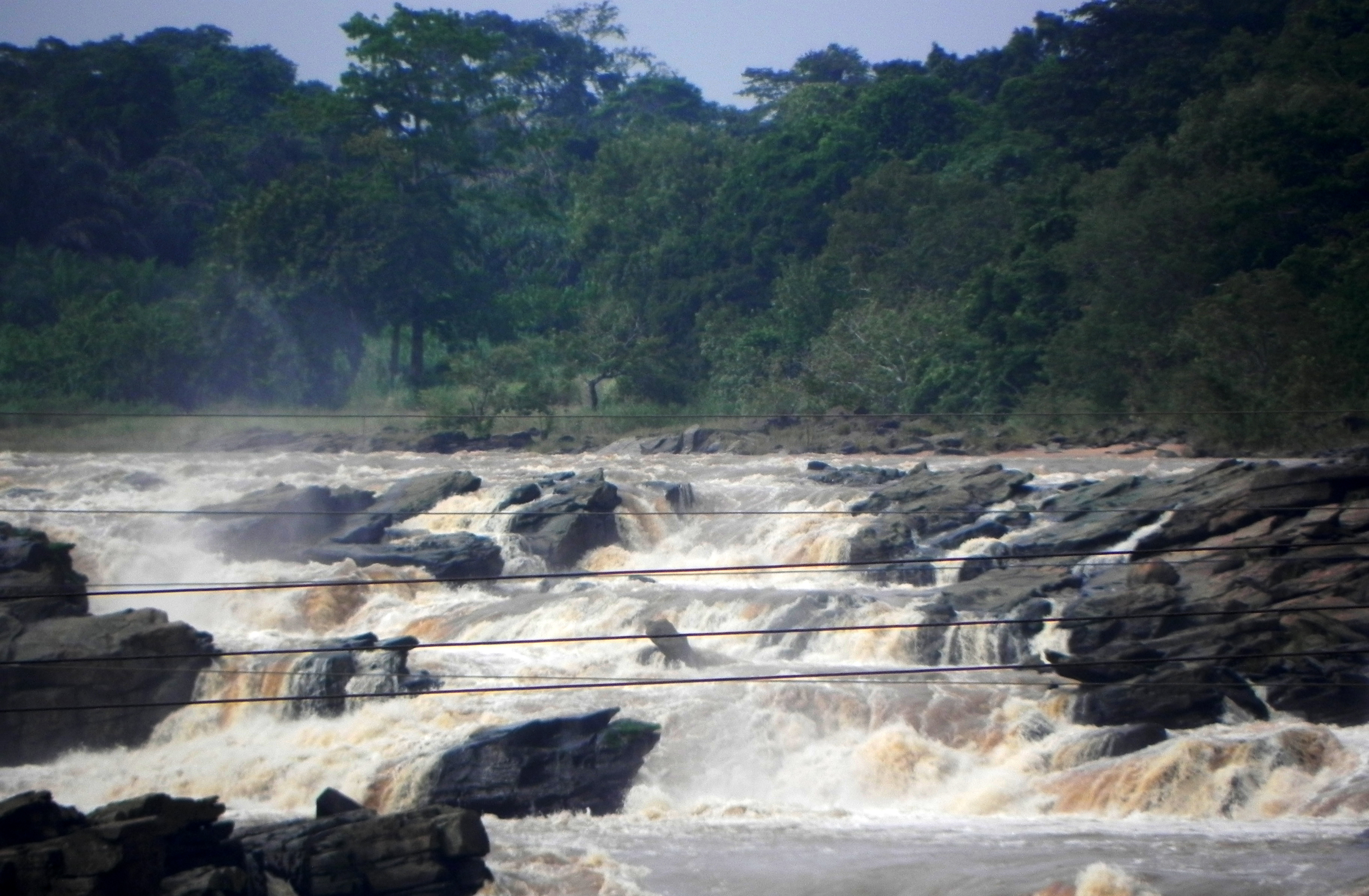
Chutes de la Sanaga.

Elle n'a été observée que sur un seul site, aux chutes d'Édéa, sur la Sanaga, dans la région du Littoral.

## Écologie
Sa localisation unique sur un tout petit territoire et la construction du barrage hydroélectrique d'Édéa en font une espèce « en danger critique d'extinction », selon l'évaluation de l'UICN.